# Allocosa panamena
Allocosa panamena är en spindelart som beskrevs av Chamberlin 1925. Allocosa panamena ingår i släktet Allocosa och familjen vargspindlar. Inga underarter finns listade i Catalogue of Life.